# Судно «Титан-2»
«Титан-2»— краново-монтажное судно, является уникальным и рассчитано на выполнение специфических производственных задач: монтаж-демонтаж плавучих буровых платформ и их обслуживание.

## Проектирование и строительство
Примером транспортно-монтажных плавучих кранов является плавкраны типа «Титан» построены на верфи Вяртсиля в Турку. Всего в период с 1984 по 1988 год было спущено на воду четыре судна: «Титан», «Титан 2», «Титан 3», «Титан 4». По заказу Советского Союза два плавучих крана («ТИТАН 2» и «ТИТАН 3») были специально построены для работы на нефтяных месторождениях континентального шельфа СССР. Оба морских судна отбуксировали по рекам и каналам Советского Союза в Каспийское море, где были завершены на местном судостроительном заводе в Астрахани под наблюдением специалистов из Турку .
Все крановые судна имеют катамаранный тип корпуса с грузоподъёмностью верхнего строения 600 тонн. Для лучшей фиксации судна оснащены восемью якорями типа Bruce. Верхняя палуба судна предназначена для перевозки грузов и её площадь равна футбольному полю. Силовая установка плавучего крана состоит из двух главных дизелей по одному на каждый корпус. Однако, двигательная система плавучего крана «Титан 2» в 2002 году была усовершенствована. Дополнительно его оборудовали четырьмя внешними винторулевыми колонками типа Азипод малой тяги, общей мощностью 1045 л. с.

## Технические характеристики
Технические характеристики транспортно-монтажного плавучего крана «Титан-2»:
Водоизмещение — 19813 тонн;
Длина — 144 м;
Ширина — 54 м;
Осадка — 4,1 м;
Грузоподъёмность — 600 тонн;
Длинна стрелы — 73 м.

## Эксплуатация
«Титан-2» практически не бывал в родных краях. После развала СССР его сразу арендовали зарубежные фрахтовщики. В 1994 году «Титан-2» помогал строить морскую платформу в Мексиканском заливе. В 1995 году маршалы США наложили на него штраф, который с трудом был заплачен. Тогда на нём ещё был украинский экипаж. В 2007 году «Титан-2» был модернизирован компанией Global Industries (США) для работы на более крупных проектах на шельфе. На нём установили дополнительное оборудование компании Gulf Investments (ОАЭ) стоимостью 14,7 млн долл., в которое входят уникальная система динамического позиционирования, система пожаротушения, жилые боксы, крановые установки.
С 2003 года корабль находился в бербоут-чартере (в торговом мореплавании —договор фрахтования судна без экипажа) у шведской компании Baltic Offshore Marine Contractors (признана банкротом в 2015 году), которая в свою очередь в 2011 году передала судно по согласованию с «Черноморнефтегазом» в субфрахт мексиканской компании Oceanografia SA de CV (последний оператор судна) на срок до апреля 2016 года. Последняя использовала указанное судно для выполнения заказов мексиканской государственной нефтедобывающей компании Pemex. Ежегодно «Черноморнефтегазу» как собственнику перечисляли за аренду 3,65 млн долларов.
В 2013 году Oceanografia обанкротилась, а власти Мексики арестовали 400 суден компании из разных стран, в том числе и «Титан-2». Судно было передано на баланс Службе отчуждения имущества (SAE) Мексики. Оно стояло на якоре на рейде порта Сьюдад-дель-Кармен (Ciudad del Carmen). Но 4 или 5 февраля 2016 года во время шторма судно было повреждено и выброшено на мель у побережья острова Кармен в Мексиканском заливе.

## Суды в Мексике
18 февраля 2016 года НАК «Нафтогаз» заявил, что освободил из-под ареста «Титан-2». Власти Мексики признали, что судно принадлежит перерегистрированному в Киеве «Черноморнефтегазу». По договорённости сторон, SAE якобы должна была снять судно с мели и передать владельцу в мае 2016 года. Стоимость спасательной операции оценивается в 30 млн долл. Но украинская сторона согласилась его принять только в надлежащем техническом состоянии и требовала от SAE возмещения убытков. SAE со своей стороны сообщила, что не имеет ресурсов для спасательной операции, и дважды пыталась передать судно «Черноморнефтегазу» на мели. Украинская компания подала против неё жалобу в суд. Суд первой инстанции Мексики отказал «Черноморнефтегазу» в удовлетворении иска. Поэтому, несмотря на успешность мероприятий украинской стороны по снятию ареста с «Титана-2», украинской стороне так и не удалось установить контроль над судном.
Кроме этого, оставляя судно в управлении SAE, существовал риск его полной потери. Юристы предупреждали, что в случае снятия с «Титана-2» команды, мексиканский суд может признать плавсредство брошенным и выставить на аукцион в интересах предотвращения угрозам экологии. В таком случае история с «Титаном-2» повторила бы судьбу вспомогательного судна «Атрек», которое аналогичным путём было продано на аукционе в Бразилии. Однако если «Атрек» выкупила украинская компания в интересах государства, то куда бы ушёл «Титан-2», остаётся только гадать.
22 сентября 2018 года компания Oceanwide International (O.W.I.) Cyprus Limited в рамках судебного разбирательства против обанкротившейся Baltic Offshore Marine Contractord AD инициировала в окружном суде мексиканского штата Кампече продажу принадлежащего Украине «Титана-2» на аукционе. O.W.I. с 2014 года судится с Baltic Offshore Marine Contractors AB, требуя около 3 млн долл. задолженности по зарплате экипажу корабля. Проведение аукциона было назначено судом на 24 октября 2018 года. Уникальное украинское судно планировали продать всего за 1,5 млн долл. США.
Несмотря на ужасающие расходы на юристов, судно сохранить «Черноморнефтегаз» не смог бы, если бы не внезапное появление в этой истории украинской компании «Укратомэнерго», чьи юристы смогли заблокировать проведение аукциона и оставили «Титан-2» Украине.
22 октября 2018 года Валерий Токарь вместе с юристами оспорили ранее принятое мексиканским судом решение о проведении аукциона в отношении «Титана-2». Компания собрала необходимые документы, доказала мексиканскому суду, что «Титан-2» является арестованным в Украине имуществом и продавать его противозаконно.
«Аукцион был весьма странным. Его назначили по иску кипрской компании, которая предоставляла экипаж на „Титан-2“, к шведскому фрахтовщику, который на тот момент был официально объявлен банкротом. Судно выставили за 1,5 млн долларов, хотя постройка нового такого судна обойдётся в 150 млн долларов. Откуда взялась оценка в полтора миллиона — непонятно. Если бы судно порезали на металлолом, то выручили бы больше. А ведь там сколько оборудования, краны и так далее. Что важно — в документах по проведению аукциона нигде не было указано, что „Титан-2“ является собственностью „Черноморнефтегаза“. Нам пришлось это доказывать. И мы это сделали», — говорит Валерий Токарь.
Примечательно, что вооружённый до зубов юристами «Черноморнефтегаз» прислал своих представителей в Мексику только на следующий день после даты запланированного проведения аукциона, кроме того, отправленные ранее «Черноморнефтегазом» документы о праве собственности на судно «Титан-2» мексиканский суд проигнорировал из-за неправильности их оформления. Как такое вообще возможно, учитывая все юридические и дипломатические возможности госкомпании, до сих пор остаётся загадкой. В госкомпании отказались комментировать эту информацию.
«Если Украине судно не надо, хотя это странно, ведь оно может работать не только в Карибском море, но и в Чёрном, то можно было бы его продать на легитимном аукционе, где „Черноморнефтегаз“ был бы указан собственником, за нормальную цену, а не за смешные 1,5 млн долларов. К слову, балансовая стоимость „Титана-2“ в документах „Черноморнефтегаза“ составляет около 80 млн долларов», — говорит Валерий Токарь.